# Rumunia na Zimowych Igrzyskach Olimpijskich 2010
Rumunię na Zimowych Igrzyskach Olimpijskich 2010 reprezentowało dwudziestu ośmiu zawodników. Był to dziewiętnasty start Rumunii na zimowych igrzyskach olimpijskich.

## Wyniki reprezentantów Rumunii

### Biathlon
Kobiety
| Zawodnik                                              | Konkurencja               | czas biegu | Kary | Pozycja |
| ----------------------------------------------------- | ------------------------- | ---------- | ---- | ------- |
| Éva Tófalvi                                           | Sprint kobiet – 7,5 km    | 20:45,1    | 0    | 14.     |
| Mihaela Purdea                                        | Sprint kobiet – 7,5 km    | 21:52,2    | 1    | 39.     |
| Dana Plotogea                                         | Sprint kobiet – 7,5 km    | 22:12,3    | 2    | 49.     |
| Alexandra Stoian                                      | Sprint kobiet – 7,5 km    | 24:04,6    | 4    | 85.     |
| Éva Tófalvi                                           | Bieg pościgowy – 10 km    | 32:26,3    | 2    | 19.     |
| Mihaela Purdea                                        | Bieg pościgowy – 10 km    | 36:08,5    | 4    | 49.     |
| Dana Plotogea                                         | Bieg pościgowy – 10 km    | 36:38,8    | 3    | 52.     |
| Éva Tófalvi                                           | Bieg indywidualny – 15 km | 42:43,4    | 1    | 11.     |
| Mihaela Purdea                                        | Bieg indywidualny – 15 km | 45:27,7    | 3    | 41.     |
| Réka Ferencz                                          | Bieg indywidualny – 15 km | 48:54,9    | 4    | 74.     |
| Dana Plotogea                                         | Bieg indywidualny – 15 km | 51:01,1    | 7    | 81.     |
| Éva Tófalvi                                           | bieg masowy               | 38:00,7    | 5    | 24.     |
| Dana Plotogea Éva Tófalvi Mihaela Purdea Réka Ferencz | Sztafeta 4 × 7,5 km       | 1:12:32,9  | 0    | 10.     |

### Biegi narciarskie
Mężczyźni
| Zawodnik                             | Konkurencja      | czas               | Pozycja            |
| ------------------------------------ | ---------------- | ------------------ | ------------------ |
| Paul Constantin Pepene               | Bieg na 15 km    | 35:33,7            | 37.                |
| Petrică Hogiu                        | Bieg na 15 km    | 36:39,5            | 57.                |
| Paul Constantin Pepene               | Bieg łączony     | 1:19:34,1          | 29.                |
| Petrică Hogiu                        | Bieg łączony     | Nie ukończył biegu | Nie ukończył biegu |
| Paul Constantin Pepene Petrică Hogiu | Sprint drużynowy | 19:09,2            | 17.                |

Kobiety
| Zawodnik      | Konkurencja   | czas      | Pozycja |
| ------------- | ------------- | --------- | ------- |
| Mónika György | Bieg na 10 km | 27:19,5   | 42.     |
| Mónika György | Bieg na 30 km | 1:44:03,5 | 46.     |
| Mónika György | Bieg łączony  | 45:37,5   | 54.     |
| Mónika György | Sprint        | 3:58,32   | 44.     |

### Bobsleje
Mężczyźni
| Osada | Zawodnicy                                                              | Konkurencja | Ślizg 1 | Ślizg 2 | Ślizg 3 | Ślizg 4 | Łącznie | Pozycja |
| ----- | ---------------------------------------------------------------------- | ----------- | ------- | ------- | ------- | ------- | ------- | ------- |
| ROU-I | Nicolae Istrate Florin Cezar Crăciun                                   | Dwójki      | 52,19   | 52,41   | 52,40   | 52,43   | 3:29,43 | 11.     |
| ROU-I | Nicolae Istrate Ioan Dănuț Dovalciuc Ionuț Andrei Florin Cezar Crăciun | Czwórki     | 52,05   | 52,00   | 52,34   | 52,50   | 3:28,89 | 15.     |

Kobiety
| Osada | Zawodniczki                       | Konkurencja | Ślizg 1 | Ślizg 2 | Ślizg 3 | Ślizg 4 | Łącznie | Pozycja |
| ----- | --------------------------------- | ----------- | ------- | ------- | ------- | ------- | ------- | ------- |
| ROU-1 | Carmen Radenovic Alina Vera Savin | Dwójki      | 54,41   | 54,46   | 54,82   | 54,58   | 3:38,27 | 15.     |

### Łyżwiarstwo figurowe
Mężczyźni
| Zawodnik       | Konkurencja | Program krótki | Program krótki | Program dowolny | Program dowolny | Łączna nota | Pozycja |
| Zawodnik       | Konkurencja | Nota           | Pozycja        | Nota            | Pozycja         | Łączna nota | Pozycja |
| -------------- | ----------- | -------------- | -------------- | --------------- | --------------- | ----------- | ------- |
| Zoltán Kelemen | Soliści     | 51,95          | 29.            | Nie awansował   | Nie awansował   | 51,95       | 29.     |

### Narciarstwo alpejskie
Mężczyźni
| Zawodnik         | Konkurencja         | Konkurencja         | Konkurencja       | Konkurencja       | Konkurencja   | Konkurencja   | Konkurencja               | Konkurencja               | Konkurencja               | Konkurencja               |
| Zawodnik         | Zjazd               | Zjazd               | Slalom gigant     | Slalom gigant     | Slalom gigant | Slalom gigant | Slalom specjalny          | Slalom specjalny          | Slalom specjalny          | Slalom specjalny          |
| Zawodnik         | Czas                | Pozycja             | Czas 1. przejazdu | Czas 2. przejazdu | Czas łączny   | Pozycja       | Czas 1. przejazdu         | Czas 2. przejazdu         | Czas łączny               | Pozycja                   |
| ---------------- | ------------------- | ------------------- | ----------------- | ----------------- | ------------- | ------------- | ------------------------- | ------------------------- | ------------------------- | ------------------------- |
| Dragoș Staicu    | Nie ukończył zjazdu | Nie ukończył zjazdu |                   |                   |               |               |                           |                           |                           |                           |
| Ioan-Gabriel Nan |                     |                     | 1:23,86           | 1:26,15           | 2:50,01       | 49.           | Nie ukończył 1. przejazdu | Nie ukończył 1. przejazdu | Nie ukończył 1. przejazdu | Nie ukończył 1. przejazdu |

Kobiety
| Zawodniczka | Konkurencja          | Konkurencja          |
| Zawodniczka | Zjazd                | Zjazd                |
| Zawodniczka | Czas                 | Pozycja              |
| ----------- | -------------------- | -------------------- |
| Edit Miklós | Nie ukończyła zjazdu | Nie ukończyła zjazdu |

### Narciarstwo dowolne
Kobiety
| Zawodniczka      | Konkurencja | Kwalifikacje | Kwalifikacje | 1/8 finału     | 1/8 finału     | Ćwierćfinał    | Ćwierćfinał    | Półfinał       | Półfinał       | Finał          | Finał   |
| Zawodniczka      | Konkurencja | Czas         | Miejsce      | Czas           | Miejsce        | Czas           | Miejsce        | Czas           | Miejsce        | Czas           | Miejsce |
| ---------------- | ----------- | ------------ | ------------ | -------------- | -------------- | -------------- | -------------- | -------------- | -------------- | -------------- | ------- |
| Ruxandră Nedelcu | Skicross    | 1:23,04      | 33.          | Nie awansowała | Nie awansowała | Nie awansowała | Nie awansowała | Nie awansowała | Nie awansowała | Nie awansowała | 33.     |

### Saneczkarstwo
Mężczyźni
| Zawodnik                    | Konkurencja | Ślizg 1 | Ślizg 2 | Ślizg 3 | Ślizg 4 | Łącznie  | Pozycja |
| --------------------------- | ----------- | ------- | ------- | ------- | ------- | -------- | ------- |
| Valentin Crețu              | Jedynki     | 49,726  | 50,224  | 49,931  | 49,594  | 3:19,475 | 31.     |
| Cosmin Chetroiu Ionuț Țăran | Dwójki      | 42,360  | 42,271  |         |         | 1:24,631 | 17.     |
| Andrei Anghel Paul Ifrim    | Dwójki      | 43,007  | 42,466  |         |         | 1:25,473 | 20.     |

Kobiety
| Zawodnik            | Konkurencja | Ślizg 1 | Ślizg 2                       | Ślizg 3                       | Ślizg 4                       | Łącznie                       | Pozycja                       |
| ------------------- | ----------- | ------- | ----------------------------- | ----------------------------- | ----------------------------- | ----------------------------- | ----------------------------- |
| Raluca Strămăturaru | Jedynki     | 42,475  | 42,198                        | 42,815                        | 42,584                        | 2:50,072                      | 21.                           |
| Mihaela Chiraș      | Jedynki     | 43,494  | Nie ukończyła drugiego ślizgu | Nie ukończyła drugiego ślizgu | Nie ukończyła drugiego ślizgu | Nie ukończyła drugiego ślizgu | Nie ukończyła drugiego ślizgu |

### Short track
Kobiety
| Zawodniczka    | Konkurencja         | Kwalifikacje | Kwalifikacje | Ćwierćfinał | Ćwierćfinał | Półfinał       | Półfinał       | Finał          | Finał   |
| Zawodniczka    | Konkurencja         | Czas         | Miejsce      | Czas        | Miejsce     | Czas           | Miejsce        | Czas           | Miejsce |
| -------------- | ------------------- | ------------ | ------------ | ----------- | ----------- | -------------- | -------------- | -------------- | ------- |
| Katalin Kristó | Bieg na 1500 metrów | 2:36,022     | 4.           |             |             | Nie awansowała | Nie awansowała | Nie awansowała | 24.     |

### Skeleton
Kobiety
| Zawodnik        | Ślizg 1 | Ślizg 2 | Ślizg 3 | Ślizg 4 | Łącznie | Pozycja |
| --------------- | ------- | ------- | ------- | ------- | ------- | ------- |
| Marinela Mazilu | 57,10   | 57,03   | 58,14   | 57,65   | 3:49,92 | 19.     |